# جعبه (ترانه رودی ریچ)
«جعبه» (انگلیسی: The Box) ترانه‌ای از رپر آمریکایی رودی ریچ است که در ۱۰ فوریه ۲۰۲۰ به‌عنوان چهارمین تک‌اهنگ اولین آلبومش منتشر شد. این ترانه با گذراندن یازده هفته در رتبه اول جدول ۱۰۰ آهنگ داغ بیلبورد آمریکا و همچنین صعود به رتبه برتر جدول‌های کانادا، نیوزیلند و مجارستان به بالاترین رکورد ترانه رودی ریچ در سراسر جهان رسید. این ترانه مورد تحسین منتقدان موسیقی قرار گرفت. «جعبه» تا ژوئن ۲۰۲۰، در تیک‌تاک بیش از ۲٫۴ میلیون ویدئو و ۶٫۵ میلیارد بازدید دریافت کرد.
در ایالات متحده، «جعبه» با فروش ۴٫۷ میلیون تا ۲ ژوئیه ۲۰۲۰، بزرگترین ترانه نیمه اول سال ۲۰۲۰ بود.